# أحمد يوسف علي
أحمد يوسف علي الاركوازي سياسي وتربوي كردي وهو أحد أعضاء حزب اتحاد الوطني الكردستاني ولد في العراق في قرية بانميل عام 1945 التابعة لقضاء خانقين في محافظة ديالى وهو الابن الثاني ليوسف علي ميرزا وكذلك خال السياسي والقيادي الكردي جبار فرمان.

## الدراسة
دخل مدرسة كهريز الابتدائية عام 1954 وتخرج منها. وفي عام 1960 دخل ثانوية خانقين للبنين القائمة في قضاء خانقين وتخرج منها درس في جامعة بغداد كلية الآداب قسم اللغة الكردية عام 1970 وتخرج منها عام 1975 حاصلا على شهادة البكلوريوس في اللغة الكردية.

## الحياة المهنية
كان مدرسا لمادة اللغة الكردية في مدينة الكوفة في ثانوية العباسية وثانوية المشخاب وثانوية أبو صغير وثانوية المصطفى.

وفي مدينة النجف في ثانوية الخورنق وثانوية الكندي وثانوية النجف للبنات وثانوية النجف للبنين وثانوية البتول المسائية وعديد من المدارس الأخرى.
وفي ناحية جلولاء التابعة لقضاء خانقين كان مدرسا في ثانوية بردى في قرية شيخ باوة ومن ثم عين كاول مدير لمتوسطة الإخاء للبنين الحديثة التاسيس في حينه وفي عام 2004 عين كمدير لتربية قضاء خانقين في محافظة ديالى واستقبل في المديرية باحتفال حظرة ممثلو عن الأحزاب الكردية يوم 22 مايو 2004.

## الحياة السياسية
دخل النضال السياسي منذ شبابة حين كان طالبا في مرحلة الثانوية حيث انضم إلى اتحاد طلبة كردستان عام 1962 حيث كان اتحاد طلبة كردستان في حينه منظمة طلابية كردية سياسية محضورة من قبل النظام الحاكم آن ذاك.
ومن ثم تم الكشف عن الاتحاد عام 1964 وسجن على اثر ذلك هو ومجموعة من الطلاب الذين انضموا للاتحاد في حينه وبقي في السجن مدة اسبوعين.
انضم إلى اتحاد مناضلو كردستان (كومه له ى ره نجده رانى كوردستان) عام 1974 وانشغل بالنشاط السياسي في كلية الآداب جامعة بغداد ببغداد.
وفي عام 1976 أي بعد سنة واحدة من إكمالة للدراسة الجامعية هدم قريته (قرية بانميل) الذي كان يسكن فيها من قبل النظام الحاكم آن ذاك وذلك نتيجة انشغال اهلها بالنشاط السياسي الكردي.
عام 1992 تم ازاحته من منصب مدير متوسطة الإخاء للبنين من قبل مركز تنظيمات خانقين لحزب البعث (شعبة خانقين) وذلك بعد 12 يوما من تعيينة بالمنصب لأسباب سياسية.
تم القاء القبض علية من قبل الحكومة العراقية بتاريخ 3 يناير 2002 وبعد التحقيق معة حكم بالسجن المؤبد في سجن أبو غريب بسبب الكشف عن انتمائه لتنظيمات سياسية سرية كردية تابعة للاتحاد الوطني الكردستاني في مدينة خانقين.
ومن ثم تم إطلاق سراحة قبل سقوط النظام في العراق بالققرار الصادر عن الحكومة العراقية باعفاء عام للسجناء.

## المنجزات
شهد التعليم في مدارس خانقين نقطة تحول عهده من التدريس باللغة العربية إلى التعليم باللغة الكردية في المدارس وأسس 18 مدرسة في مدينة خانقين للمراحل الابتدائية والمتوسطة منها مدرسة الشهيد جبار فرمان ومدارس أخرى في القرى والنواحي التابعة لخانقين بالإضافة إلى معاهد عديده كمعهد التربية الرياضية ومعهد الفنون الجميلة.
وقام بإعادة تسمية مدارس خانقين الابتدائية والمتوسطة والإعدادية من أسماء عربية إلى تسميات كردية وأيضا اعتماد اللغة الكردية كلغة أساسية للتدريس رغم العديد من العوائق كاعتراض المديرية العامة للتربية في محافظة ديالى.